# ピラミッドパワー

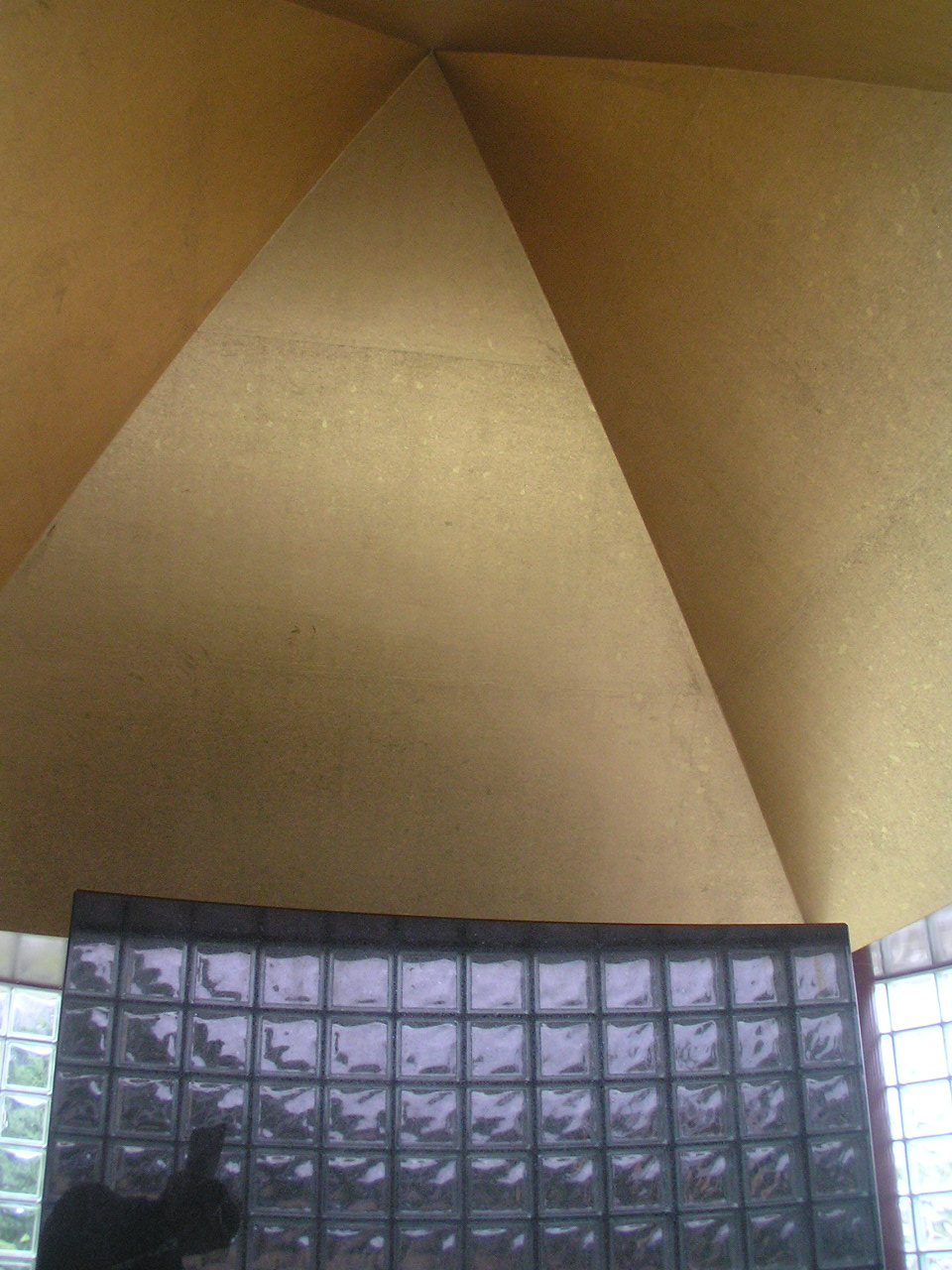
ピラミッドパワーを利用した岡之山美術館の横尾忠則瞑想室

ピラミッドパワー(pyramid power)とは、ピラミッド形の物体に宿っているとされる、不思議な力のことである。
1930年、エジプトのギザにあるクフ王のピラミッドを見学していたアントワーヌ・ボビーが、ピラミッド内に残された死骸が脱水状態であることに不審を抱いて、再現実験を行ったのが最初と言われる。
腐敗を防いだり、精神を集中させて悟りを開いたり大幅に頭の回転が速くなったりさせるといった効果があるとされているが、科学的根拠が無いため疑似科学の一つと考えられることが多い。
日本では1970年代から1980年代にかけブームとなった。

## 語られている効果
- 腐敗（細菌繁殖）の抑制[6]
- 剃刀の刃の寿命が延びる[8]
- 静電気の発生[9]
- 瞑想[10]、ヒーリング（癒し）効果[5]
- 植物の成長促進効果[11]
- 食品の味が（マイルドに）変わる[12]

## ピラミッド（形）の条件など
- 正四角錐であること[13]。
- 方角を南北合わせること[7]。
- パイプ等で稜線を構成するのみでも可[14][信頼性要検証]
- 形状が大きいほど、効果が大きいといわれる。

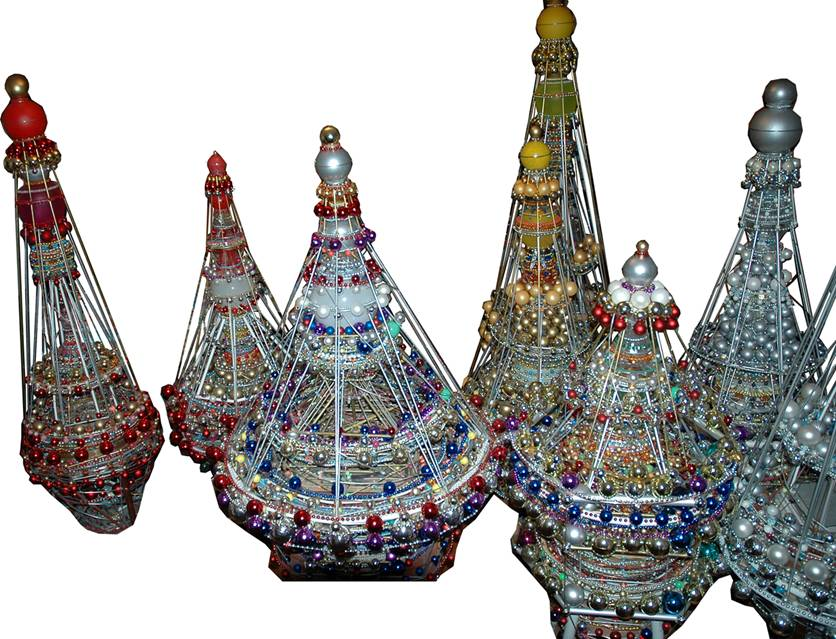

## ピラミッドパワーに関する諸説

### 「生命力を活性化させ、腐敗を防ぐ」説
ピラミッドの形そのものが宇宙エネルギータキオンオルゴンなどを受けて、その内部におかれたものの生命力を活性化させる効果があるため、人間は元気になり、食品などの腐敗を防ぐ効果があるという説。

### 「中のものを乾燥させる」説
ピラミッドはその内部におかれたものの水分を奪い去る力を発揮するという説。

### 「精神集中を助ける」説
ピラミッド型の施設の中で瞑想をすると悟りにいたる道が開かれるという説。

### 学者の見解
エジプト研究の学者である早稲田大学（現在名誉教授）の吉村作治は、ピラミッドの中で物が腐敗しないなどいわゆる「ピラミッドパワー」が起こるのはピラミッドに使用されている石材の石質が磁性体であるためにピラミッド内部に磁場が生じて起こるレナード効果現象であって、ピラミッドの形（正四角錐）によって起こるという説はまったくのでたらめである、と述べている{日本テレビ「特命リサーチ200X」1999.11.21放送分}。